# Laminacauda aluminensis
Laminacauda aluminensis é uma espécie de aranhas araneomorfas da família Linyphiidae encontrada na Argentina.  Esta espécie foi descrita pela primeira vez em 1991, pelo biólogo Millidge.